# Asterina aterrima
Asterina aterrima är en svampart som beskrevs av Syd. 1938. Asterina aterrima ingår i släktet Asterina och familjen Asterinaceae.   Inga underarter finns listade i Catalogue of Life.